# Glionnetia
Glionnetia é um género botânico pertencente à família Rubiaceae.

## Espécies
- Glionnetia sericea, (Baker) Tirv.

1. ↑  «Glionnetia — World Flora Online». www.worldfloraonline.org. Consultado em 19 de agosto de 2020